# Sardinská rallye 2005
Sardinská rallye 2005 byla pátou soutěží mistrovství světa v rallye 2005. Jela se ve dnech 29. dubna až 1. května. Vítězem se stal Sebastien Loeb s vozem Citroën Xsara WRC. Bylo to podruhé, co se italská rallye jela na ostrově Sardinie. Na start bylo přihlášeno 66 posádek, z toho 23 s vozy WRC.
Třetím nominovaným jezdcem za Subaru World Rally Team byl Stephane Sarrazin. Tým Ford M-Sport opět představil tovární dvojici jezdců Toni Gardemeister a Roman Kresta. Ty doplňovali Henning Solberg a Antony Warmbold a Mark Higgins. Na startu byly i čtyři vozy Citroën Xsara WRC. Dva z nich nasadil tovární tým Citroën Sport a dva OMW Rally Team. Za ten startoval Manfred Stohl a Juuso Pykälistö. Tým Škoda Motorsport představil sestavu Armin Schwarz a Janne Tuohino. V shakedownu zvítězil Petter Solberg na voze Subaru Impreza WRC. Druhý byl Marcus Grönholm s vozem Peugeot 307 CC WRC a třetí Harri Rovanperä s vozem Mitsubishi Lancer WRC.

## Průběh závodu

### První etapa
První test vyhrál Grönholm, další dva vyhrál Loeb. Stejně to dopadlo i v druhém průjezdu těmito testy. Ve třetím testu Grönhom havaroval a propadl se na 22. pozici. Za Loebem tak průběžně byl Mikko Hirvonen s vozem Ford Focus RS WRC. Třetí pozici držel Solberg. Havaroval i Gardemeister a poškozené řízení jej odsunulo na 15. pozici. Defekty postihly Rovanperu. Schwarz měl problémy s brzdami a Tuohino s řazením. Díky vítězství ve čtvrtém úseku se Grönholm posunul na 14. místo. Pátý a šestý úsek vyhrál Loeb a upevnil své vedení. V pátém úseku havaroval Francois Duval a ze soutěže odstoupil. Ve stejném úseku havarovali i Gianluigi Galli a Chris Atkinson. V obou posledních úsecích dojel třetí Gardemeister a posunul se na pátou pozici. Hirvonen se držel na třetím místě. Schwarz byl šestý, ale po defektech se před něj posunuly oba tovární vozy Peugeot. Problémy s řazením měl i Kresta. Ve skupině N vedl Latvala před Pianezzolem a Bettegou.

### Druhá etapa
V rámci systému Super Rally se na start mohli postavit i Duval, Atkinson a Galli. Za přijetí nepovolené pomoci byl vyloučen Schwarz. V prvním úseku havarovali Hirvonen, Carlsson a Pons. Ten zablokoval svým vozem trať a ostatním jezdcům byl přidělen náhradní čas. Druhý test dne vyhrál Solberg před Loebem a Grönholmem. Loeb tak nadále vedl před Solbergem a Rovanperou. Porucha zdržela Galliho. Gardemeister dostal hodiny a velkou ztrátu nabral i Kresta. Loeb stýle zvyšoval svůj náskok. Na medailové pozice utočili Grönhom a Gardemeister. Gardemeister ale odstoupil kvůli poruše olejového čerpadla. Kvůli poruchám odstoupil Henning Solberg, zatím jedoucí Schwarz (vyloučení přišlo až po konci etapy), Tuohino a Sarrazin.

### Třetí etapa
První úsek vyhrál Loeb, v dalších už jen udržoval náskok na Solberga. O třetí místo bojoval Rovanperä s Grönholmem. Rovanperä ale zníčil závěs pravého předního kola a tak byl třetí Grönholm. Rovanprä ze soutěže odstoupil a odstoupil i jeho týmový kolega Galli, který měl poruchu převodovky. Čtvrtý dojel Markko Märtin s dalším Peugeotem. Další pozice získal Gardemeister, Kresta a Warmbold. Tuohino získal jeden bod do hodnocení značek pro tým Škoda, když skončil třináctý.

## JWRC
Sardinská rallye byla třetí soutěží šampionátu JWRC. Od úvodu vedl Katajamäki. Druhý byl Kris Meeke a třetí Aava. kategorii provázela řada defektů a technických problémů. Nakonec zvítězil Sordo s vozem Citroën C2 S1600. Jeho týmový kolega byl Meeke byl třetí. Na druhé místo se vklínil Aava s vozem Suzuki Ignis S1600.

## Výsledky
1. Sebastien loeb, Daniel Elena - Citroën Xsara WRC
2. Petter Solberg, Phill Mills - Subaru Impreza WRC
3. Marcus Grönholm, Timo Rautiainen - Peugeot 307 CC WRC
4. Markko Märtin, Michael Park - Peugeot 307 CC WRC
5. Toni Gardemeister, Honkanen - Ford Focus RS WRC
6. Roman Kresta, Možný - Ford Focus RS WRC
7. Antony Warmbold, Orr - Ford Focus RS WRC
8. Juuso Pykälistö, Ovaskinen - Citroën Xsara WRC
9. Manfred Stohl, Ilka Minor - Citroën Xsara WRC
10. Mark Higgins, Agnew - Ford Focus RS WRC